# 香港中文大學教學酒店

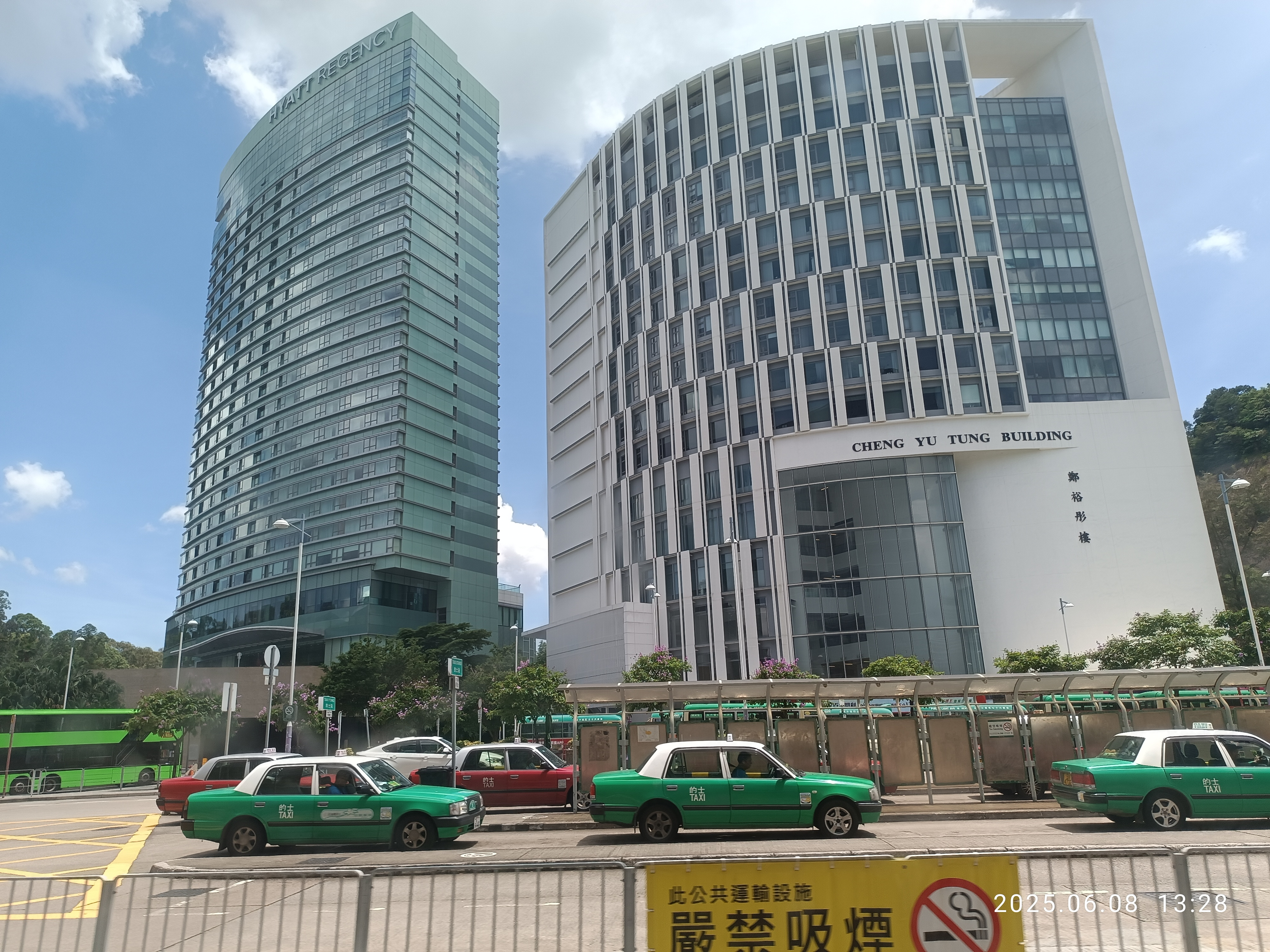
左侧为酒店設施沙田凱悅酒店，右侧为教学设施鄭裕彤樓

香港中文大學教學酒店是一所位於香港新界沙田區馬料水澤祥街18號的教學酒店，於2010年6月落成。酒店鄰近香港中文大學及香港科學園，包括酒店设施沙田凱悅酒店及教学设施鄭裕彤樓两部分。造價達15億港元，由新世界集團出資13億港元及大學教育資助委員會撥款兩億港元合作投資興建。酒店於2011年1月4日舉行命名典禮。

## 酒店設施
酒店樓高25層，按美國康奈爾大學酒店管理學院的教學酒店為藍本，是一間世界級的五星級酒店。

## 教学设施
鄭裕彤樓樓高15層，内有中大工商管理學院及全球經濟及金融研究所。底下三层設有数间教室、大講堂及研討室；三樓設有由學生經營及管理的餐廳，名為「TheStage」及「Cafe 12」；四樓為金融交易培訓中心、實驗室及電腦學習室；五樓設有示範廚房及品酒實驗室，教導烹調食物和調製餐飲的理論及技能；六樓設有2間電腦室及凱悅培訓中心，教導學生熟習凱悅品牌的各種標準；七樓是酒店及旅遊 管理學院的辦公室；八至十五樓則容納工商管理學院院務室、各學系和研究所。